# Frascati (vin)
 (avril 2009).
Si vous disposez d'ouvrages ou d'articles de référence ou si vous connaissez des sites web de qualité traitant du thème abordé ici, merci de compléter l'article en donnant les références utiles à sa vérifiabilité et en les liant à la section « Notes et références ».
Le vin de Frascati est un vin italien de la région du Latium doté d'une appellation DOC. Seuls ont droit à la DOC les vins blancs récoltés à l'intérieur de l'aire de production définie par le décret.

## Aire de production
Les vignobles autorisés se situent dans la ville métropolitaine de Rome Capitale, dans les communes de Frascati, Monte Porzio Catone, Monte Compatri, Grottaferrata et Rome. La zone de production est située dans les Castelli Romani. La superficie plantée en vigne est de 900 hectares.

## Détails historiques et qualité
Le vin de Frascati est couleur d'ambre et il existe en quatre qualités : deux de blanc, bianco asciutto et bianco dolce (vin doux) ; et deux de vin rouge, rosso asciutto et rosso dolce (vin doux). Les vignes sont élevées sur des tuteurs ou poles, placés à égale distance les uns des autres en longues lignes et souvent entrelacés en une sorte de barrière impénétrable. Pour faire le vin, les grappes sont choisies dans le but d'obtenir différentes qualités de vin très riche en alcool et bien corsé.

## Caractéristiques organoleptiques (Frascati blanc)
- couleur : jaune paille plus ou moins intense ;
- odeur :  fine, caractéristique ;
- saveur : sapide, mou, fin, sec, velouté, moelleux.

Le vin de Frascati se déguste à une température de 6 - 8 °C et se boit jeune.

## Sources
- (it) Cet article est partiellement ou en totalité issu de l’article de Wikipédia en italien intitulé « Frascati (vino) » (voir la liste des auteurs).